# Grupenstraße (Hannover)

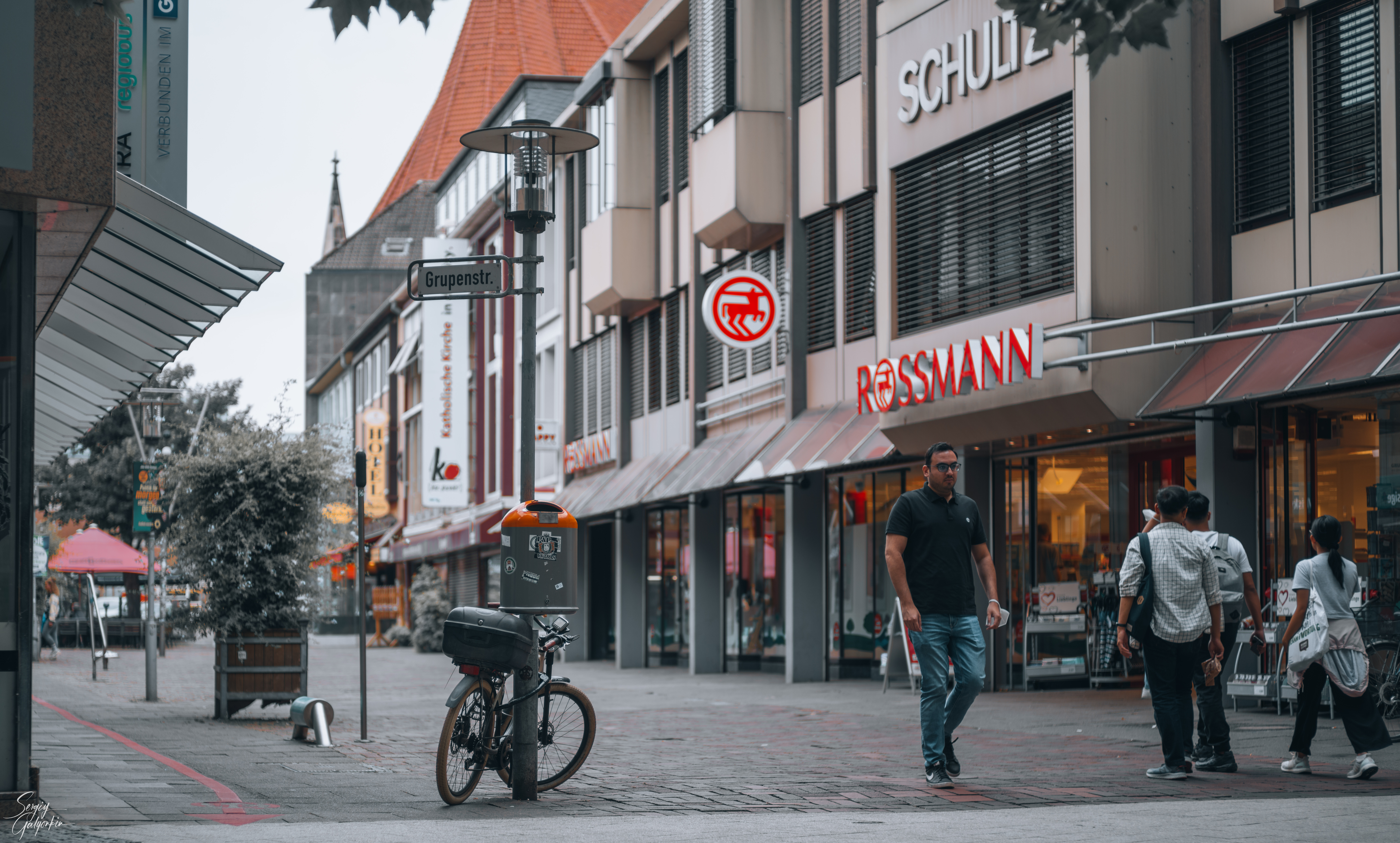
Blick vom Platz der Weltausstellung durch die Grupenstraße in Richtung Marktkirche

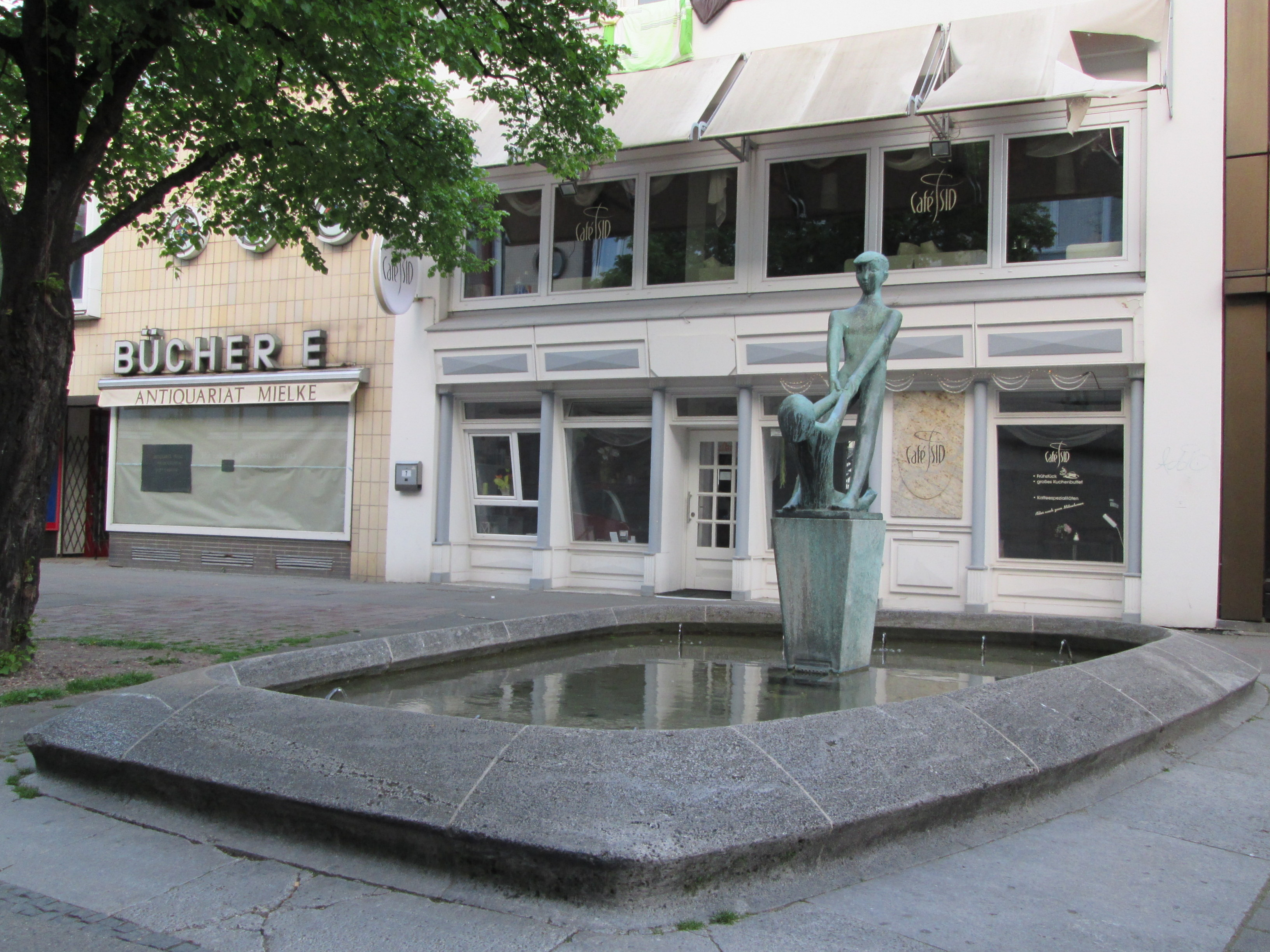
Brunnen im Stil der 1950er Jahre: Spielende Kinder

Die Grupenstraße war die erste Fußgängerzone in Hannover und wurde von den Hannoveranern anfangs gern als erste der Bundesrepublik deklariert. Die von der Osterstraße am Platz der Weltausstellung zur Schmiedestraße führende Verbindung war ursprünglich schon seit 1870 – noch vor der Reichsgründung – geplant worden, wurde dann aber erst in der Nachkriegszeit ab 1949 bis 1950 realisiert. Der Gesamtanlage lag die Idee eines direkten Weges für Fußgänger vom Kröpcke über den Marktplatz, vorbei an der Marktkirche bis zu dem damals als Sitz des Niedersächsischen Landtages geplanten Leineschlosses zugrunde. Die Wegebeziehung sollte als „städtebaulich  Bereicherung“ sowohl die Kirche als auch das Schloss „auf neue Art zum Erlebnis“ bringen.
Für die Blockbebauung insbesondere zwischen der Grupen- und der Seilwinderstraße hatten sich zuvor Geschäftsleute und Grundstückseigentümer in der Aufbaugemeinschaft Hannover zusammengeschlossen, die die Gebäude dann nach Plänen des Architekten Jodl Egner errichten ließen.
Die Brunnenanlage mit den spielenden Kindern von Kurt Lehmann ergänzte die Anlage ab 1956.
Das Barmenia-Haus an der Ecke Grupen- und Schmiedestraße schloss dann jedoch erst 1958 bis 1959 durch den Architekten Karl-Heinz Lorey auf.

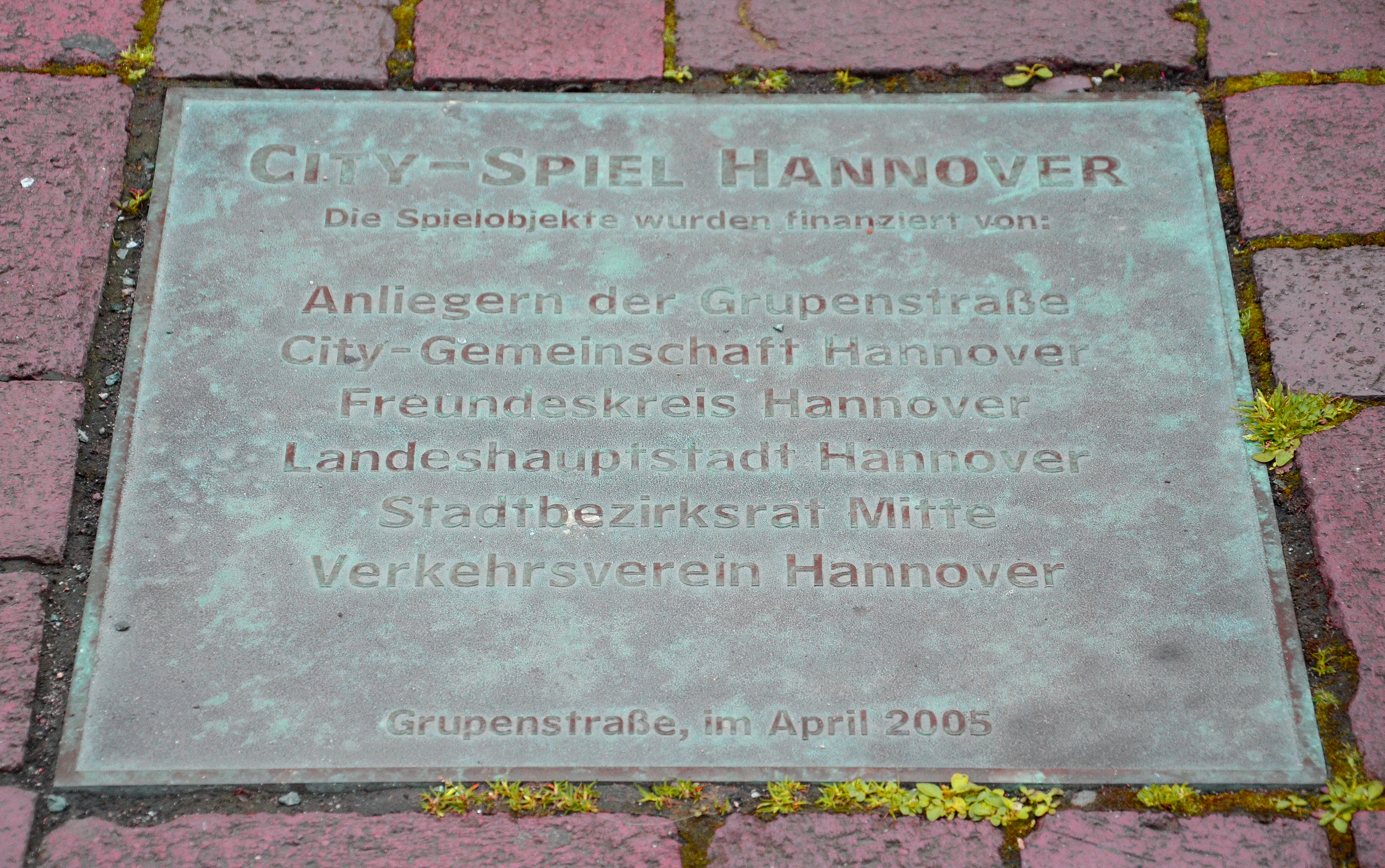
„City-Spiel Hannover“; zwischen Klinkern eingelassene Bronzetafel zu den Spielobjekten der Grupenstraße und ihren Förderern

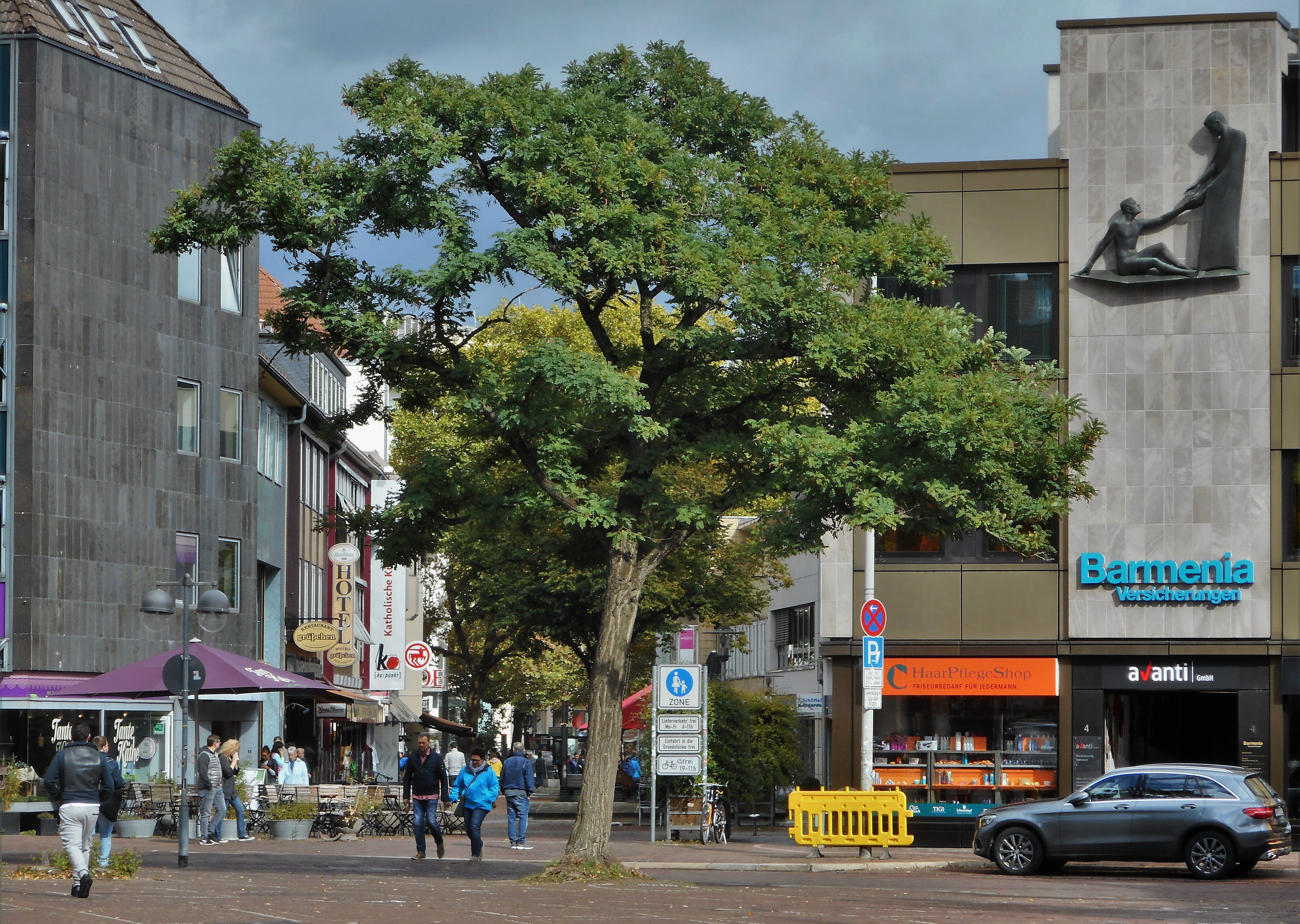
Blick vom Marktplatz vorbei am Barmenia-Haus durch die Grupenstraße

Im Jahr 2004 förderte der Freundeskreis Hannover die Umgestaltung der Grupenstraße zu einer „familienfreundlichen Fußgängerzone“ mit 10.000,- Euro;